# Manzoor Hussain Atif
Manzoor Hussain Atif (* 4. září 1928 Gujrat, Pákistán – 8. prosince 2008 Islamabád, Pákistán) je bývalý pákistánský pozemní hokejista, člen vítězného týmu z olympiády v Římě v roce 1960, stříbrného týmu z olympiády v Melbourne v roce 1956, stříbrného týmu z olympiády v Tokiu v roce 1964 a čtvrtého týmu na olympiádě v Helsinkách v roce 1952. Nastoupil celkem v devatenácti utkáních a osmkrát se prosadil gólově.